# La pantalla desnuda
Pour plus de détails, voir Fiche technique et Distribution.
La pantalla desnuda est un film nicaraguayen réalisé par Florence Jaugey, sorti en 2014.

## Synopsis
Dans le nord du Nicaragua, Octavio, un étudiant pauvre, se lie d'amitié avec un Alex, fils d'une riche famille. Lors d'une soirée, Octavio vole le smartphone d'Alex. Sur celui-ci se trouve une vidéo prise par Alex pendant un rapport sexuel avec sa petite amie Esperanza. Octavio décide de la mettre en ligne.

## Fiche technique
- Titre : La pantalla desnuda
- Réalisation :	Florence Jaugey
- Scénario : Florence Jaugey
- Photographie : Frank Pineda
- Montage : Nino Martínez Sosa
- Musique : Rodrigo Barbera
- Costumes : Perla Briceño, Oyanka Cabezas
- Producteurs :	Florence Jaugey, Frank Pineda
- Société de production : Camila Films
- Société de distribution : Camila Films
- Pays d'origine :  Nicaragua
- Langue : Espagnol
- Format : Couleurs — 35 mm — 1,66:1 — Son : Dolby Digital
- Genre : Film dramatique
- Durée : 95 minutes
- Dates de sortie :
  -  Nicaragua : 5 novembre 2014

## Distribution
- Paola Baldion : Esperanza
- Óscar Sinela : Alex
- Roberto Guillén : Octavio
- Salvador Espinoza : Don Alejandro
- Carlos Ibarra : Gregorio
- María Esther López : Margarita
- Ariana McGuire : Regina
- Lucero Millán : Elmira
- Fanny Vado : Leonora

## Distinctions
- Festival Ícaro 2015 : meilleure actrice pour Paola Baldion[1]